# Cerithiopsis movilla
Cerithiopsis movilla is een slakkensoort uit de familie van de Cerithiopsidae. De wetenschappelijke naam van de soort is voor het eerst geldig gepubliceerd in 1911 door Dall & Bartsch.